# Valerie Azlynn

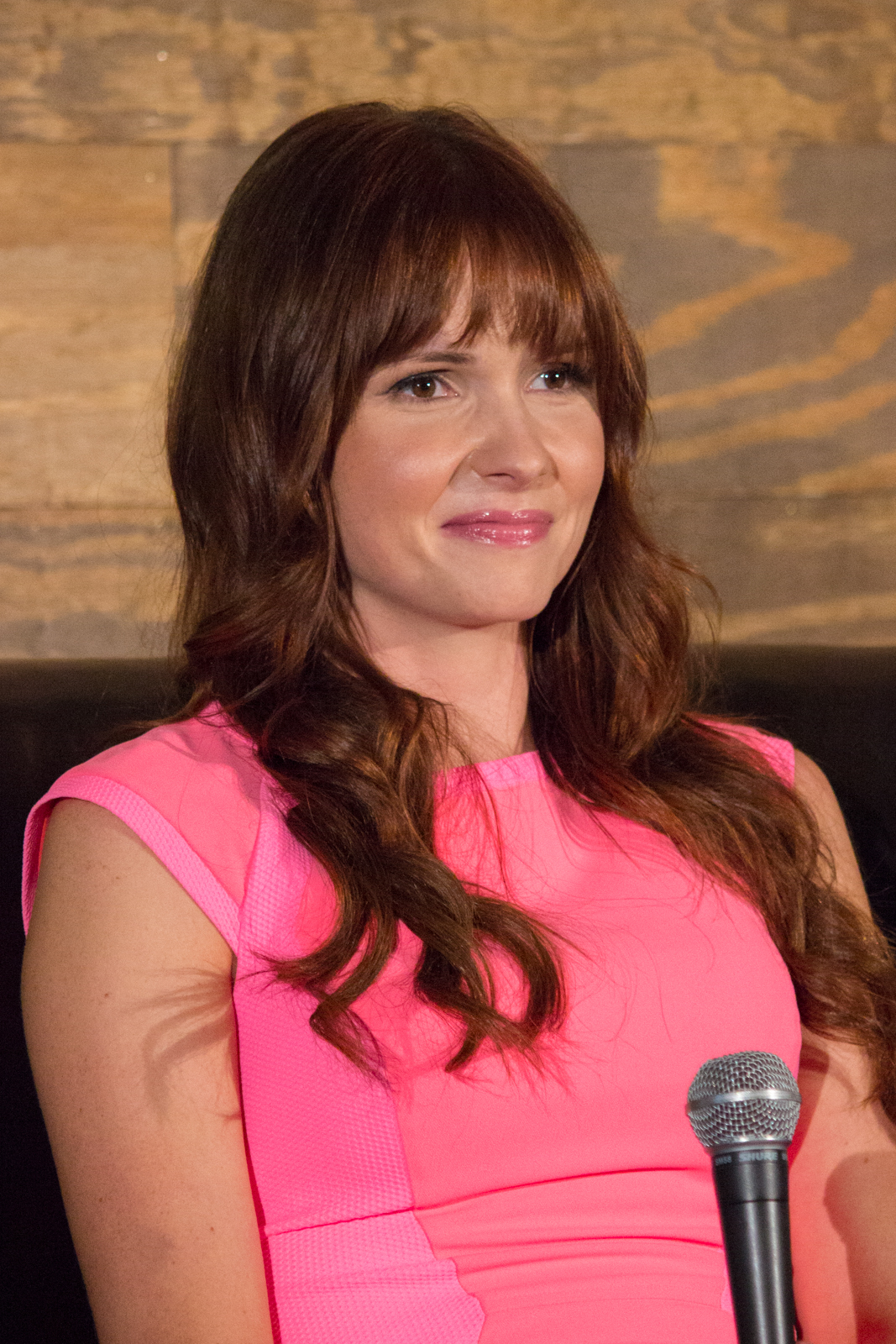
Valerie Azylnn (2014)

Valerie Azlynn, geboren als Valerie Asselin (* 25. November 1980 in New London, Connecticut) ist eine US-amerikanische Schauspielerin.

## Leben
Valerie Azlynn wurde 1980 in New London, Connecticut als Valerie Asselin geboren und wuchs dort auf. Im Alter von elf Jahren stellte man bei ihr ein Atriumseptumdefekt fest, der zwei Jahre später operativ behoben wurde. Sie besuchte The Williams School und Waterford High School, bevor sie im Alter von 17 Jahren nach New York City zog. Dort arbeitete sie in Manhattan am Theater und erlernte dort das Singen und Schauspielern. Später zog sie nach Los Angeles, um als Filmschauspielerin Fuß zu fassen.
Valerie Azlynn gab 1998 ihr Schauspieldebüt in dem Abenteuerfilm Navy Kids – Die Schatzjäger. Als Engel war sie in dem Mystery-Thriller Constantine von Francis Lawrence aus dem Jahr 2005 mit Keanu Reeves in der Hauptrolle. Sie erhielt eine Rolle als Model in der Filmkomödie Verliebt in eine Hexe, die eine Verfilmung der gleichnamigen Fernsehserie ist. Dabei stand sie neben Nicole Kidman, die die Hexe Isabel Bigelow und Will Ferrell als Jack Wyatt, der sich in die Hexe verliebt, vor der Kamera. Im selben Jahr wirkte sie in zwei Episoden der Sitcom Joey als Candace mit. Valerie Azlynn verkörperte 2006 die Rolle der Kate Peterson in der Filmkomödie Mein Name ist Fish und war als Passagier in Poseidon zu sehen. Es folgten mehrere Gastauftritte in Fernsehserien wie in der Folge Ein gewisses Ziehen von Two and a Half Men neben Charlie Sheen, Jon Cryer und Angus T. Jones, in der Folge Blutige Diamanten von CSI: NY und in der Folge Das ideale Paar von How I Met Your Mother, alle im Jahr 2006 und im Jahr 2008 in Rules of Engagement in der Folge Fünf Kilo bis Montag. In Tropic Thunder von und mit Ben Stiller spielte sie die Assistentin von Steve Coogans Charakter. Neben zwei weiteren Gastauftritten im Filmjahr 2009 spielte sie die Rolle der Bridget im futuristischen Action-Thriller Surrogates – Mein zweites Ich. Von 2009 bis 2010 verkörperte sie in zwei Folgen der Jugendserie iCarly die Rolle der Veronica, wobei ihr erster Auftritt nicht im Abspann erwähnt wurde. In der 15-minütigen Kurzfilm-Komödie The Third Rule spielte sie neben Anthony Hopkins und Jason Biggs mit. Von 2011 bis 2012 wirkte Azlynn in drei Folgen der Krimiserie Castle und in einer Folge der Dramaserie Southland mit. Seit 2012 verkörpert sie in Sullivan & Son die Rettungsassistentin Melanie Sutton, die vom Hauptcharakter Steve (gespielt von Steve Byrne) verehrt wird.

## Filmografie (Auswahl)
- 1998: Navy Kids – Die Schatzjäger (Mystic Nights and Pirate Fights)
- 2005: Constantine
- 2005: Verliebt in eine Hexe (Bewitched)
- 2005: Joey (Fernsehserie, zwei Folgen)
- 2006: Mein Name ist Fish (I'm Reed Fish)
- 2006: Poseidon
- 2006: Two and a Half Men (Fernsehserie, Folge 3x12 Ein gewisses Ziehen)
- 2006: CSI: NY (Fernsehserie, Folge 3x02 Blutige Diamanten)
- 2006: How I Met Your Mother (Fernsehserie, Folge 2x05 Das ideale Paar)
- 2008: Rules of Engagement (Fernsehserie, Folge 2x12 Fünf Kilo bis Montag)
- 2008: Tropic Thunder
- 2009: The Big Bang Theory (Fernsehserie, Folge 2x19 Der Kampf der Bienenköniginnen)
- 2009: Cold Case – Kein Opfer ist je vergessen (Cold Case, Fernsehserie, Folge 6x21 22. November)
- 2009: Surrogates – Mein zweites Ich (Surrogates)
- 2009–2010: iCarly (Fernsehserie, zwei Folgen)
- 2010: The Third Rule (Kurzfilm)
- 2011: Julia X 3D
- 2011–2012: Castle (Fernsehserie, drei Folgen)
- 2012: Southland (Fernsehserie, Folge 4x09 Risk)
- 2012: Caroline and Jackie
- 2012–2014: Sullivan & Son (Fernsehserie, 33 Folgen)
- 2013: Jeden Tag aufs Neue (Remember Sunday, Fernsehfilm)
- 2014: Die kleinen Superstrolche retten den Tag (The Little Rascals Save the Day)
- 2014: Evils – Haus der toten Kinder (Dark Awakening)
- 2015: Babysitter
- 2017: Feuerprobe der Unschuld (Mountain Top)
- 2017: Nanny Seduction (Fernsehfilm)
- 2017: A Deadly Affair (Fernsehfilm)
- 2017: Cupid’s Proxy
- 2019–2020: Schooled (Fernsehserie, zehn Folgen)
- 2020: Brockmire (Fernsehserie, Folge 4x06 The Hall)
- 2020: Inner Child
- 2021: Total Badass Wrestling (Fernsehserie, sieben Folgen)
- 2022: Crushed
- 2023: Navy CIS: L.A. (NCIS: Los Angeles, Fernsehserie, Folge 14x13 A Farewell to Arms, Ein nobles Anliegen)